# Gianluigi Scalvini
Gianluigi Scalvini (Brescia, 14 april 1971) is een Italiaans motorcoureur.
In 1993 eindigde Scalvini als tweede in de 125cc-klasse van het Europees kampioenschap wegrace. Dat jaar maakte hij met een wildcard tijdens zijn thuisrace zijn debuut in de 125cc-klasse van het wereldkampioenschap wegrace op een Aprilia. In 1994 maakte hij zijn fulltime debuut in de klasse, maar al tijdens de tweede race in Maleisië brak hij tijdens de trainingen zijn been op twee plaatsen en was als gevolg vijf races uitgeschakeld. In 1995 behaalde hij in Rio de Janeiro zijn eerste podiumplaats in het kampioenschap. In 1996 stapte hij over naar de 250cc-klasse met een Honda, maar met slechts twee elfde plaatsen als beste resultaat keerde hij in 1997 terug naar de 125cc. In 1998 stond hij op het podium in zijn thuisrace en eindigde mede hierdoor als achtste in het kampioenschap. In 1999 keerde hij terug op een Aprilia en won zijn enige twee Grands Prix in Valencia en Zuid-Afrika, waarmee hij zijn beste kampioenschapsresultaat behaalde met een zesde plaats. In 2000 wist hij deze resultaten niet te evenaren en stapte in 2001 over naar een Italjet. Dit was zijn laatste volledige seizoen in het wereldkampioenschap en keerde in 2002 enkel terug in de Grand Prix van Catalonië en de TT van Assen om zijn geblesseerde landgenoot Max Sabbatani te vervangen op een Aprilia. In 2003 stapte hij over naar het wereldkampioenschap supersport op een Honda, maar werd na twee races, waarin hij allebei niet de finish wist te halen, vervangen door Sébastien Charpentier. In 2004 stapte hij over naar het Italiaanse Supersport-kampioenschap.